# Marcus Becker
Marcus Becker, född den 11 september 1981 i Merseburg, Tyskland, är en tysk kanotist.
Han tog OS-silver i C-2 i slalom i samband med de olympiska kanottävlingarna 2004 i Aten.